# Giuseppe Bonno
Giuseppe Giovanni Battista Bonno (Vienna, 29 gennaio 1711 – Vienna, 15 aprile 1788) è stato un compositore austriaco di origini italiane.
Fu uno dei principali compositori viennesi dell'epoca di transizione tra lo stile barocco, sia sacro (che apprese alla scuola di Fux) che teatrale (che apprese nei suoi studi a Napoli con Durante e Leo), e lo stile del classicismo. Restò sulla scena musicale viennese per oltre 50 anni, prima come compositore di corte e poi, dal 1774 alla morte, come Maestro di cappella della Corte imperiale. La sua produzione comprende, fra l'altro, 25 opere teatrali, 4 oratori, 30 messe, 2 requiem, cantate e un concerto per flauto e archi.

## Biografia

### Gli inizi
Giuseppe Giovanni Battista Bonno (o Bono) nacque il 29 gennaio 1711 a Vienna da Lucrezio (Brescia, 1683 – Vienna, 1742), valletto imperiale, e Maria Magdalena Kauner (Ruckersdorf, 1679 - Vienna, 1715), ed ebbe come padrino l'imperatore Giuseppe I. Dimostrò una precoce attitudine per la musica, probabilmente nel coro dei fanciulli cantori di corte; venne quindi avviato agli studi musicali con Johann Georg Reinhardt, maestro di cappella del Duomo di S. Stefano; fece ottimi progressi, al punto che l'imperatore Carlo VI si convinse ad inviarlo a proprie spese a Napoli per studiarvi musica coi migliori maestri.

### Gioventù
Nel 1726 il Bonno partì dunque per Napoli, ove studiò con Durante e Leo al Conservatorio dei Poveri di Gesù Cristo, avendo come compagno di studi Pergolesi. Qui fece il proprio debutto nel 1732 con l'opera Nigella e Nise e quindi nel 1735 con l'oratorio Gesù presentato al Tempio, incontrando l'approvazione dei professori e del pubblico. Nel 1736 fece ritorno a Vienna, dove proseguì gli studi come hofscholar della cappella imperiale sotto l'egida dell'anziano Johann Joseph Fux, indiscussa autorità musicale della capitale asburgica; questo gli diede modo di approfondire la propria tecnica musicale ed esibirsi nella rappresentazioni di corte. Nel 1737 - morto nel dicembre dell'anno precedente Antonio Caldara, vice maestro di cappella - fece istanza per ottenerne il posto, ma Fux non lo ritenne ancora maturo per l'incarico (in particolare nella tecnica contrappuntistica) e gli preferì il Predieri.

### Maturità
Nel 1739, il successo dell'oratorio Eleazaro gli valse la nomina a compositore di corte con lo stipendio di 360 fiorini annui, portati ad 800 l'anno successivo. Nel contempo, si pose al servizio del principe Giuseppe Federico di Sassonia-Hildburghausen, feldmaresciallo imperiale, che nel proprio palazzo viennese (ora Palazzo Auersperg) amava dare concerti ingaggiando i migliori compositori del momento. I 15 anni successivi costituirono il periodo più fecondo per Bonno: lo stesso Metastasio in una lettera del 1753 a Farinelli lo descrisse come "dotato dalla natura di quella grazia che non nasce dalla stravaganza; e l'unico insomma fra quelli che sono in questo paese, dal quale io possa ragionevolmente sperare qualche cosa di onesto". Diviso tra le commissioni per la Corte e la conduzione dell'orchestra del principe, ebbe modo di far da insegnante a Marianna Martines ed a molti altri compositori dell'epoca. Nel 1751 venne assunto nell'orchestra come violinista un giovanissimo Dittersdorf, che - apprezzando le capacità del maestro - decise di prendere lezioni da lui; lo stesso Dittersdorf nelle sue Memorie lascia di Bonno un affettuoso ritratto. Nel 1752 conobbe Gluck, con cui collaborò in occasione della visita a palazzo dell'imperatrice Maria Teresa nel 1754, e con cui entrò in amicizia al punto da segnalarlo al principe come proprio successore alla guida dell'orchestra.

### Gli ultimi anni
Proprio il 1754 segnò una svolta nella carriera e nella vita di Bonno: le proprie dimissioni dall'orchestra del principe di Hildburghausen a favore di Gluck sono in proposito emblematiche. Il compositore infatti si ritirò dalle scene teatrali e brillanti (eccettuate un paio di cantate successive, su richiesta della Corte imperiale), per dedicarsi alla musica sacra. Se ne ignora il motivo: il Wellesz, uno dei suoi principali biografi, ha ipotizzato che Bonno – dopo aver sentito le opere di Gluck ed aver avvertito la dirompente novità della sua riforma – si sia reso conto che il proprio stile operistico, impostato su quello dell'opera seria italiana, stava per tramontare.  Proseguì quindi nell'insegnamento, nella direzione di orchestre e nella composizione di pezzi sacri, oltre a qualche commissione presso la Corte; nel 1768 gli venne presentato il giovanissimo Mozart, con cui stabilì rapporti più che cordiali. Nel 1774 morì Florian Leopold Gassmann, compositore di corte e maestro di cappella della Corte imperiale sotto l'imperatore allora regnante, Giuseppe II: la carica di compositore di corte venne affidata ad Antonio Salieri, mentre il Bonno venne finalmente nominato maestro di cappella, a coronamento di una carriera ultra-quarantennale.
Tale carica gli consentì di mettere a frutto sia i lunghi anni di composizione in ambito sacro sia le sue doti di direttore d'orchestra, per cui era invitato nei più importanti concerti della nobiltà viennese: Leopold Mozart lo definì "progressista per quanto concerneva la tecnica della strumentazione". Ritrovò di nuovo un Mozart ormai cresciuto, che in una lettera al padre dell'11 aprile 1781, sottolineava la sua ammirazione per la direzione orchestrale di Bonno nonché la sua personale cortesia, chiamandolo "persona degna e rispettabile, come sempre". Negli ultimi anni prese come vice Salieri, che infatti gli subentrò quale maestro di cappella nel marzo 1788, quando il Bonno diede le dimissioni per problemi di salute. Morì poco dopo, il 15 aprile dello stesso anno.

## Riferimenti nella cultura di massa
- Giuseppe Bonno appare tra i personaggi della pièce teatrale Amadeus di Peter Shaffer (1978), come personaggio muto.
- È interpretato dall'attore Patrick Hines nel film Amadeus di Miloš Forman (1984).[10] Nell'opera viene presentato come il grasso, anziano e goffo kapellmeister, sodale - seppur con qualche manifestazione di simpatia - del conte Orsini-Rosenberg e di Salieri nell'ostacolare Mozart.[11]

## Composizioni

### Opere
- Nigella e Nise (1732, Napoli)
- Gesù presentato al Tempio (1735, Napoli)
- L'amore insuperabile (1736, Vienna)
- Trajano (1736, Vienna)
- La gara del genio con Giunone (1737, Laxenburg)
- Alessandro Severo (1737, Vienna)
- La generosità di Artaserse (1737, Vienna)
- La pace richiamata (1738, Vienna)
- La pietà di Numa (1738, Vienna)
- La vera nobilità (1739, Vienna)
- Il natale di Numa Pompilio (1739, Vienna)
- Il nume d'Atene (1739, Vienna)
- La generosa Spartana (1740, Laxenburg)
- Il natal di Giove (1740, Vienna)
- Catone in Utica (pasticcio, 1742, Vienna)
- Il vero omaggio (1743, Schönbrunn)
- Danae
- Ezio
- L'Armida placata (pasticcio con musiche di Wagenseil, Predieri, Hasse ed Abos, 1750, Vienna)
- Il re pastore (1751, Schönbrunn)
- L'eroe cinese (1752, Schönbrunn)
- Didone abbandonata (1752)
- L'isola disabitata (1753, Palazzo Reale di Aranjuez)

### Oratori
- Eleazaro (1739)
- San Paolo in Atene (1740)
- Isacco figura del redentore (1759)
- Giuseppe riconosciuto (1774)

### Composizioni vocali
- La danza (1744, Vienna)
- Amor prigioniero („Dialogo per Musica fra Diana ed Amore“)
- L'Atenaide ovvero Gli affetti più generosi (1762)
- Il Sogno di Scipione (1763, Vienna)

### Musica strumentale
- Concerto per flauto ed orchestra in sol maggiore
- Sinfonia a 4 „Il giorno natalizio di Carlo“
- Sinfonia a 3 in sol maggiore
- Sinfonia in re maggiore